# Club TV
Club TV is een zender waarop de TV programma's van de drie Nederlandse voetbalclubs Feyenoord, PSV en Ajax worden uitgezonden.
De programma's heten Feyenoord TV, PSV TV en Ajax TV. Iedere werkdag wordt er een nieuwe aflevering uitgezonden op FOX Sports Iedere zaterdag wordt de meest recente aflevering van Feyenoord-, PSV en Ajax TV uitgezonden op RTL7 tussen 16.00 en 17.00. Club TV zendt ook wedstrijden van Vitesse TV, SC Heerenveen TV en FC Twente TV uit.
Zaterdag
- 16.00: PSV TV
- 16.20: Feyenoord TV
- 16.40: Ajax TV

Zondag (herhaling)
- 09.00: Ajax TV
- 09.20: Feyenoord TV
- 09.40: PSV TV